# Бло-Юнгфрюн
Бло-Юнгфрюн (швед. Blå Jungfrun, досл. Блакитна Діва) — шведський острів у протоці Кальмарсунд між островом Еланд і материковою частиною Швеції. Адміністративно є частиною комуни Оскарсгамн, лену Кальмар.

## Географія

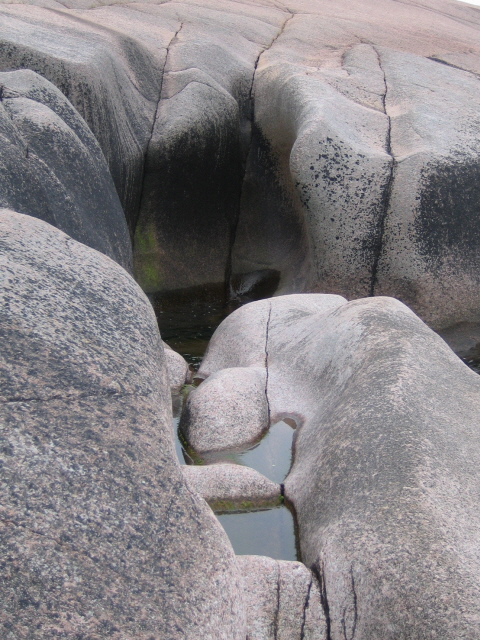
Скелі на Бло-Юнгфрюн

Бло-Юнгфрюн лежить за 10 км на південний схід від острова Фурьо і складається з голих скель червоного граніту і валунів. Діаметр острова складає не більше одного кілометра. Північна частина острова являє собою скелі з ущелинами та западинами. Південна частина поросла листяним лісом та набагато нижча. На острові є печери та кам'яний лабіринт.
Бло-Юнгфрюн має морське сполучення з містом Оскарсгамн на материку і Бюкселькруком на острові Еланд.

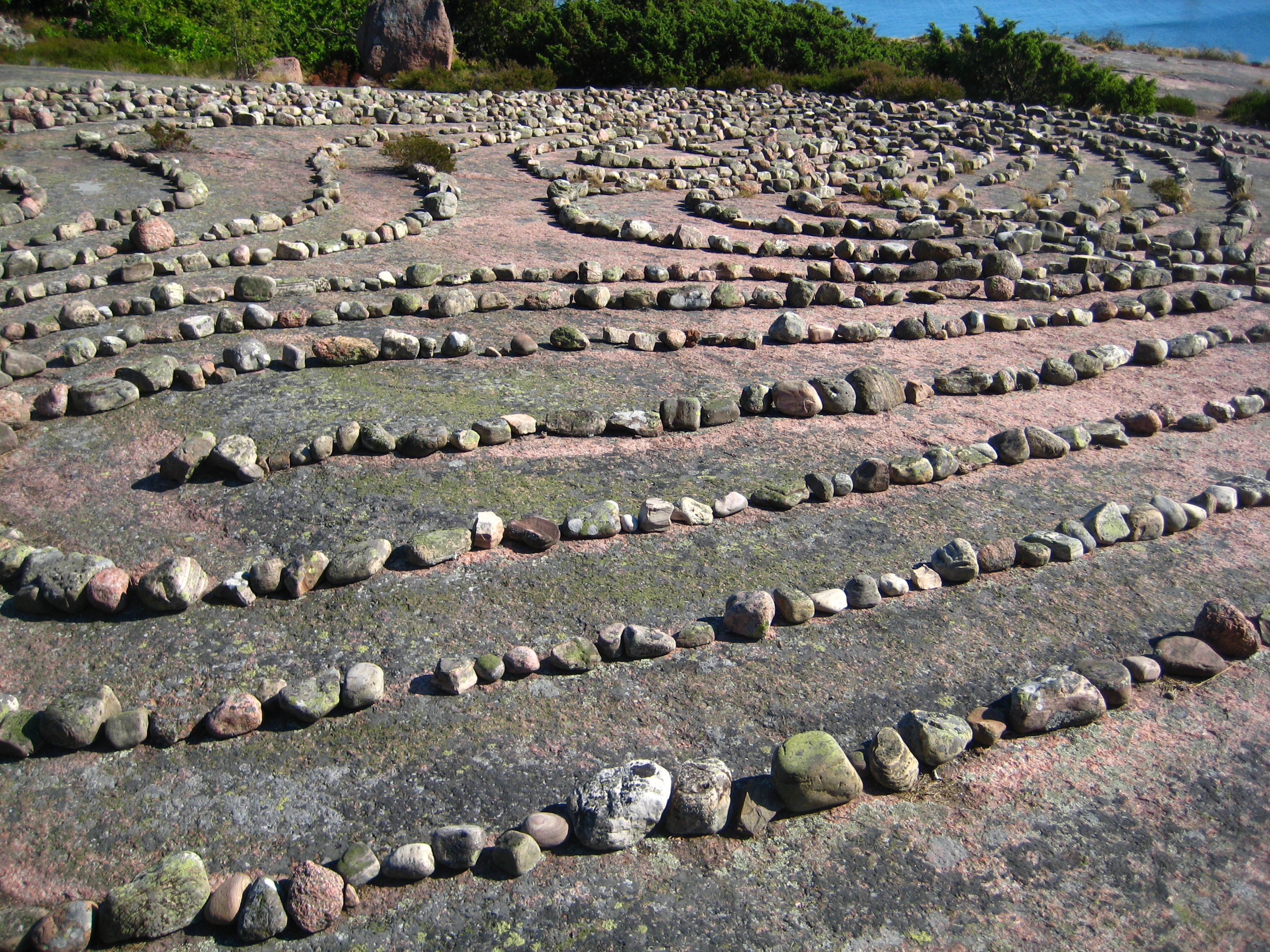
Кам'яний лабіринт

## Природа
Флора острова багата лишайниками, яких тут налічується понад 200 видів. Тваринний світ острова досить мізерний: тут водяться лише зайці-біляки й кажани. На Бло-Юнгфрюн мешкають чистуни, але зараз вони там не гніздяться. Регулярно відзначається поява орлана-білохвоста. 

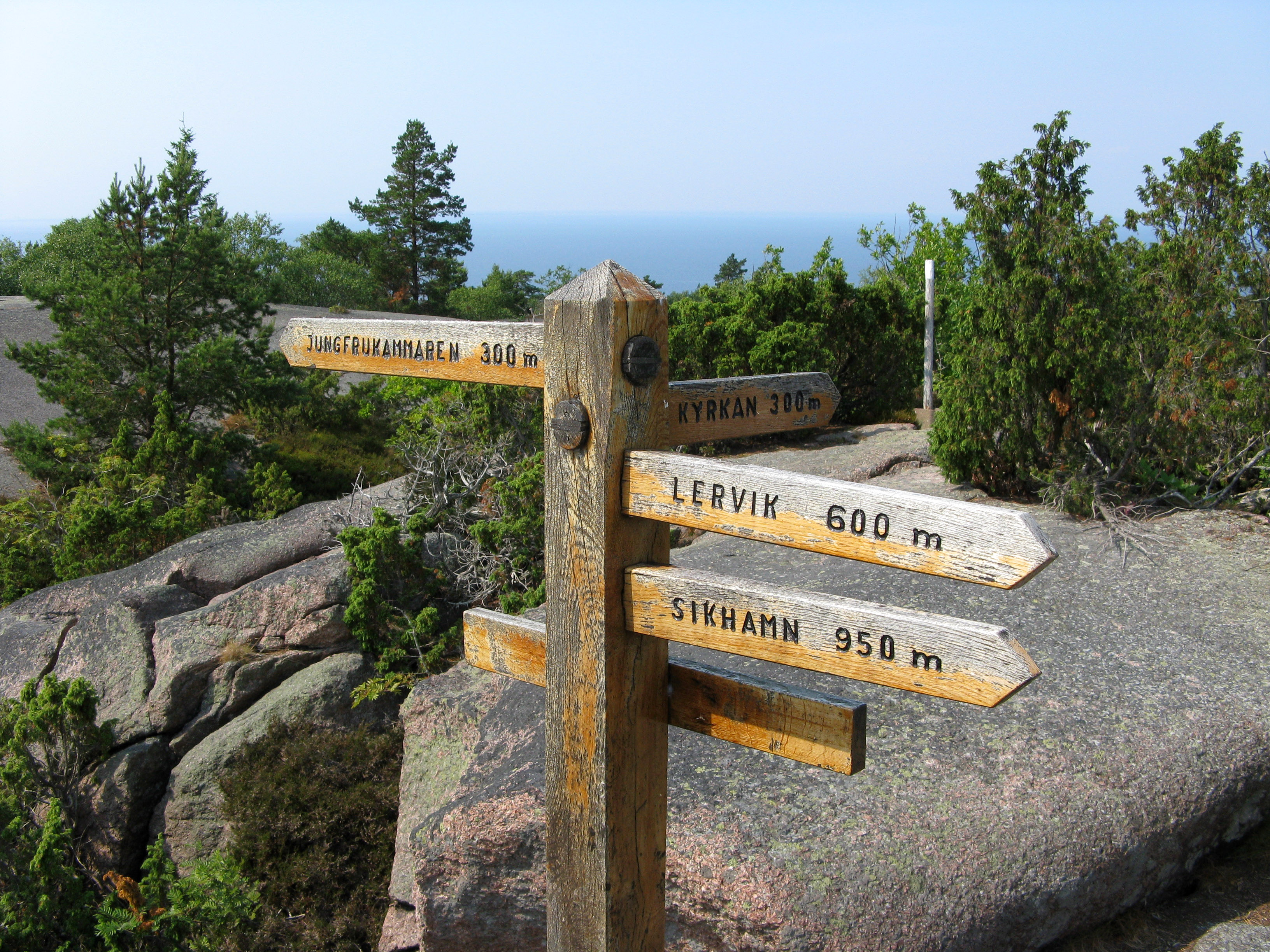
Дороговказ на найвищій точці острова

## Історія
На Бло-Юнгфрюн люди, мабуть, ніколи постійно не жили. У південношведському фольклорі острів вважався місцем шабашу відьом.
У 1741 році острів відвідав Карл Лінней, а в липні 1896 року тут відбулося весілля Вернера фон Гейденстама і Ольги Віберг.
У 1926 році на Бло-Юнгфрюн був створений національний парк, а в 1988 його площа була розширена до 198 га, з яких 132 га займає водний простір.

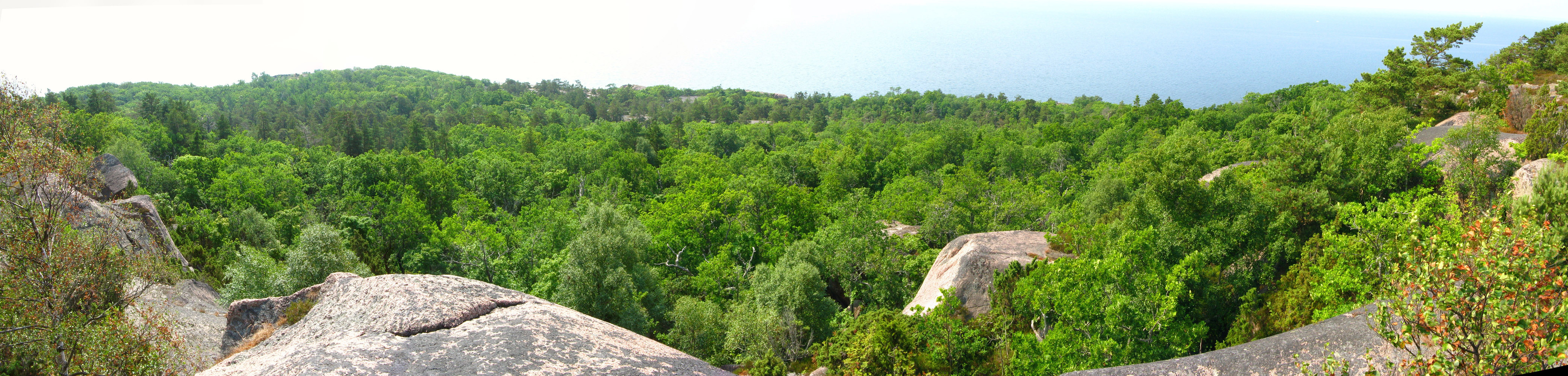
Вид з найвищої точки острова